# Nina Metzger
Nina Metzger (* 25. Oktober 1995) ist eine Schweizer Unihockeyspielerin. Sie steht beim Nationalliga-A-Vertreter UHC Kloten-Dietlikon Jets unter Vertrag.

## Karriere

### UHC Waldkirch-St. Gallen
Metzger begann ihre Karriere bei United Toggenburg Bazenheid. Später wechselte sie in den Nachwuchs des UHC Waldkirch-St. Gallen. 2014 debütierte sie in der ersten Mannschaft des UHC Waldkirch-St. Gallen in der Nationalliga B. 
Nach einer erfolgreichen Saison 2016/17 stieg Metzger mit den Damen des UHC Waldkirch-St. Gallen in die Nationalliga A auf. Sie verpasste aufgrund eines Auslandaufenthalts die zweite Saisonhälfte.  

### UHC Kloten-Dietlikon Jets
Am 22. Februar 2018 gaben der UHC Waldkirch-St. Gallen und der UHC Dietlikon bekannt, dass Metzger auf die Saison 2018/19 zum UHC Kloten-Dietlikon Jets wechseln wird. In der Saison 2018/19 gewann sie mit den Jets den Schweizer Cup und die Schweizer Meisterschaft.